# HD 69830 d
HD 69830 d – planeta orbitująca wokół gwiazdy HD 69830. Prawdopodobnie znajduje się w strefie życia tego układu.

## Odkrycie
Planeta została odkryta w 2006 roku przy wykorzystaniu spektrometru HARPS zainstalowanego w obserwatorium La Silla należącym do ESO.

## Orbita i masa
Orbita tej planety jest bardzo mało ekscentryczna, podobnie jak orbity planet w naszym Układzie Słonecznym. Półoś wielka orbity wynosi około 0,63 AU, podobnie jak Merkurego. Ponieważ HD 69830 jest mniej masywna od Słońca (a więc emituje mniejsze ilości energii), dlatego planeta ta może znajdować się w strefie życia układu.

## Charakterystyka
Planeta jest prawdopodobnie gazowym olbrzymem podobnym do Neptuna, więc nie posiada stałej powierzchni. Skład chemiczny planety jest podobny do składu chemicznego Neptuna czy Urana – dominuje głównie hel i wodór.